# 誠嬪
誠嬪（せいひん、？ - 乾隆49年4月11日（1784年5月29日））は、清の乾隆帝の側室。姓は鈕祜禄(ニ゙オフル)氏。満州鑲黄旗の出身。父は二等侍衛兼佐領穆克登。高祖父は康熙帝時代の大臣エビルン。また、同じく乾隆帝の妃嬪である順貴人もエビルンの曾孫であり、遠縁にあたる。

## 生涯
乾隆22年（1757年）、蘭貴人に封じられる。
乾隆33年（1768年）、蘭常在に降格される。
乾隆41年（1776年）、誠嬪に晋封されるが、乾隆42年（1777年）、乾隆帝の母である皇太后（誠嬪と同じ鈕祜禄氏の出身）が崩御した影響で、誠嬪への冊封の儀式は執り行われなかった。
乾隆44年（1779年）、誠嬪への正式な冊封の儀式が行われた。
乾隆49年4月11日（1784年5月29日）、巡幸から帰る途中の船上で、船の傍らの竿池で涼んでいたところ、足を踏み外して水に落ち、溺死した。遺体は水路で通州に運ばれ、一時安置のため静安村に送られた。
清東陵の妃園寝に陪葬された。

## 伝記資料
- 『清史稿』